# Eugene Laverty
Eugene Laverty, född 3 juni 1986 i Toomebridge, Nordirland, är en irländsk roadracingförare som bland annat tävlat i världsmästerskapen i MotoGP och Superbike. Han är bror till roadracingföraren Michael Laverty.

## Roadracingkarriär
Laverty gjorde i Grand Prix-debut 2004 i 125GP-klassen i Storbritanniens GP. Han tävlade i 250GP säsongerna 2007 och 2008 utan större framgång och bytte till Supersport. Supersport-VM 2009 tog han sin första seger av fyra det året. Han blev tvåa i VM 2009, liksom Supersport-VM 2010 då han vann han åtta deltävlingar. Laverty körde sedan Superbike från 2011 till 2014. Han vann deltävlingar varje år. Bästa säsong var Superbike-VM 2013 då han kom tvåa i VM med nio delsegrar. 2014 gick sämre men Laverty fick istället möjlighet att 2015 köra MotoGP för Aspar Racing på en Honda i öppna kategorin. Han fortsatte i MotoGP hos Aspar 2016, men på Ducati och kom på 13:e plats i VM med en fjärdeplats i Argentinas GP som bästa resultat. Laverty erbjöds att fortsatta även nästa säsong i MotoGP hos Aspar på en två år gammal Ducati. Laverty valde då att byta tillbaka till Superbike 2017 där han kör en Aprilia.

### VM-säsonger
| Säsong  | Klass            | VM- plac.        | Poäng            | 1/2/3- platser   | Starter          | Motorcykel       | Team                                   | Startnr          |
| ------- | ---------------- | ---------------- | ---------------- | ---------------- | ---------------- | ---------------- | -------------------------------------- | ---------------- |
| 2004    | 125GP            | -                | 0                | - / - / -        | 1                | Honda            |                                        |                  |
| 2005-06 | Ej VM-deltagande | Ej VM-deltagande | Ej VM-deltagande | Ej VM-deltagande | Ej VM-deltagande | Ej VM-deltagande | Ej VM-deltagande                       | Ej VM-deltagande |
| 2007    | 250GP            | 25               | 6                | - / - / -        | 17               | Honda            |                                        |                  |
| 2008    | 250GP            | 21               | 8                | - / - / -        | 12               | Honda            |                                        |                  |
| 2008    | Supersport       | 21               | 20               | - / - / 1        | 2                | Yamaha           |                                        |                  |
| 2009    | Supersport       | 2                | 236              | 4 / 4 / 1        | 14               | Honda            |                                        |                  |
| 2010    | Supersport       | 2                | 252              | 8 / 1 / 1        | 13               | Honda            |                                        |                  |
| 2011    | Superbike        | 4                | 303              | 2 / 3 / 1        | 26               | Yamaha           |                                        |                  |
| 2012    | Superbike        | 6                | 264              | 1 / 3 / 2        | 27               | Aprilia          |                                        |                  |
| 2013    | Superbike        | 2                | 424              | 9 / 4 / 6        | 27               | Aprilia          |                                        |                  |
| 2014    | Superbike        | 10               | 161              | 1 / - / 1        | 24               | Suzuki           | Voltcom Crescent Suzuki                | 58               |
| 2015    | MotoGP           | 22               | 9                | - / - / -        | 18               | Honda            | Aspar MotoGP Team                      | 50               |
| 2016    | MotoGP           | 13               | 77               | - / - / -        | 18               | Ducati           | Aspar MotoGP Team                      | 50               |
| 2017    | Superbike        |                  |                  |                  |                  | Aprilia          | Milwaukee Aprilia World Superbike Team | 50               |